# Kap Bennett
Kap Bennett ist eine wuchtige Landspitze an der Nordküste von Coronation Island im Archipel der Südlichen Orkneyinseln.
Entdeckt wurde es im Dezember 1821 gemeinsam vom britischen Robbenfängerkapitän George Powell (1794–1824) mit der Sloop Dove und seinem US-amerikanischen Pendant Nathaniel Palmer mit der Sloop James Monroe. Powell benannte es nach seinem Arbeitgeber Daniel Bennett (≈1794–1849).